# Caloptilia elaeas
Caloptilia elaeas är en fjärilsart som först beskrevs av Edward Meyrick 1911.  Caloptilia elaeas ingår i släktet Caloptilia och familjen styltmalar. Inga underarter finns listade i Catalogue of Life.